# 顺昌路
顺昌路是中華人民共和國上海市黃浦區一條南北走向的道路，分為兩段，北段北起太倉路，南至湖濱路。南段北起自忠路，南至徐家匯路。全长1300米。1901年，自忠路以北路段建成，起名為桂林山路。1912年，在今顺昌路433弄建有砖木结构二层住宅13幢的旧式里弄，称為树德里。1913年，更名為白尔路。自忠路以南路段則為菜市路。1917年，一个1100平方米的室内菜场在菜市路建成。1943年，兩條馬路合併並更名為順昌路，路名來自於今福建省南平市順昌縣。1990年，顺昌路上形成70多米长的美食街。